# Limnophora fuscana
Limnophora fuscana är en tvåvingeart som beskrevs av Malloch 1928. Limnophora fuscana ingår i släktet Limnophora och familjen husflugor. Inga underarter finns listade i Catalogue of Life.